# Dario De Grassi
Dario De Grassi, noto anche con lo pseudonimo di Dean De Grassi (Roma, 3 agosto 1939 – Roma, 19 settembre 2013), è stato un attore e doppiatore italiano.

## Biografia
Noto per aver doppiato Lawrence Tierney nel film cult di Quentin Tarantino Le iene e altri come Michael Gambon, Ben Gazzara, Seymour Cassel, Jack Warden e molti altri.
In televisione è stato fra gli interpreti delle miniserie con il tenente Sheridan La donna di cuori e La donna di picche, in cui impersonava il ruolo di un agente di polizia.
È morto a Roma il 19 settembre 2013, all'età di 74 anni, dopo una lunga malattia. È sepolto presso al Cimitero del Verano.

## Filmografia

### Cinema
- Agente 077 dall'Oriente con furore, regia di Sergio Grieco (1965)
- Sette uomini d'oro, regia di Marco Vicario (1965)
- Agente S03 operazione Atlantide, regia di Domenico Paolella (1965)
- L'uomo dalla pistola d'oro, regia di Alfonso Balcázar (1965)

- Il grande colpo dei 7 uomini d'oro, regia di Marco Vicario (1966)
- Password: Uccidete agente Gordon, regia di Sergio Grieco (1966)
- Per il gusto di uccidere, regia di Tonino Valerii (1966)
- Due once di piombo (Il mio nome è Pecos), regia di Maurizio Lucidi (1966)
- Joe l'implacabile, regia di Antonio Margheriti (1967)
- Come rubare la corona d'Inghilterra, regia di Sergio Grieco (1967)
- Tiffany memorandum, regia di Sergio Grieco (1967)
- La clinica dell'amore, regia di Renato Cadueri (1976)

### Televisione
- Processo a Gesù, regia di Sandro Bolchi – film TV (1963)
- La cittadella – miniserie TV, episodio 1x04 (1964)
- Obiettivo luna – miniserie TV (1964)
- La donna di cuori – miniserie TV, 5 episodi (1969)
- I fratelli Karamazov – miniserie TV, episodi 1x06-1x07 (1969)

- Primo premio, regia di Italo Alfaro – film TV (1970)
- I racconti di Padre Brown – miniserie TV, episodio 1x06 (1971)
- ...e le stelle stanno a guardare – miniserie TV, 4 episodi (1971)
- La donna di picche – miniserie TV, episodi 1x01-1x02-1x04 (1972)
- Le inchieste del commissario Maigret – serie TV, episodi 4x02-4x03 (1972)
- Nessuno deve sapere – miniserie TV, episodi 1x02-1x03-1x04 (1972)
- Sotto il placido Don – miniserie TV, episodio 1x01 (1974)
- Non è facile uccidere, regia di Carlo Lodovici (1975)
- Qui squadra mobile – serie TV, episodi 2x02-2x03-2x04 (1976)
- L'ultimo aereo per Venezia – miniserie TV, episodio 1x03 (1977)
- Tecnica di un colpo di stato: la marcia su Roma – miniserie TV, episodio 1x04 (1979)
- Il gioco degli inganni – miniserie TV, episodio 1x03 (1980)
- Il passo falso, regia di Paolo Poeti – film TV (1983)
- La stagione delle piogge, regia di Domenico Campana – film TV (1984)
- Quei trentasei gradini – miniserie TV, episodi 1x04-1x05 (1985)
- Aeroporto internazionale – serie TV, 1 episodio (1985)

## Doppiaggio

### Cinema
- John Callen ne L'isola del tesoro e i pirati dei 7 mari, L'isola del tesoro e la leggenda degli abissi, L'isola del tesoro e il mistero della pietra magica
- Lawrence Tierney in Le iene
- Harve Presnell in Fargo, L'ultimo appello
- Tim Thomerson in Blast, Il mutante
- Michael Gambon in Terra di confine - Open Range
- John Ashton in Una pazza vacanza di Natale
- Jack Warden in Una cometa a Los Angeles, Cosa fare a Denver quando sei morto
- Rip Torn in Un giocatore troppo fortunato
- Frank Finlay in Delitto tra le righe
- Danny Trejo in Dal tramonto all'alba
- M. Emmet Walsh in Oltre l'innocenza
- John Wood in Riccardo III
- Ben Gazzara in Il prigioniero
- Seymour Cassel in Sonny, Fratelli di sangue

### Serie televisive
- Carlos Villamizar in Capriccio e passione
- Mitchell Ryan in Santa Barbara
- Friedhelm Ptok in La strada per la felicità
- Ted Cassidy in Le nuove avventure di Huckleberry Finn[1]
- Al Strobel in I segreti di Twin Peaks
- R. Lee Ermey in Fitz
- George Sewell in Special Branch
- Bill Cobbs in La famiglia Stevenson
- Siegfried Lowitz in Il commissario Köster
- Terence Stamp in Smallville
- James Cromwell in E.R. - Medici in prima linea
- Jerry Stiller, Cliff Osmond e James Shigeta in La signora in giallo[2]
- Henry Beckman ne Il supermercato più pazzo del mondo
- La visita della vecchia signora di Friedrich Dürrenmatt, regia di Mario Landi, trasmessa il 30 novembre del 1973.
- Noble Willingham in Walker Texas Ranger

### Serie animate
- Generale Iroh in Avatar - La leggenda di Aang
- Richard Mardukas in Full Metal Panic!, Full Metal Panic? Fumoffu
- Giudice (1ª voce) ne I Griffin (st.1-10)
- Disco-Toke in Muteking
- Michael Hutton in Holly e Benji - Due fuoriclasse
- Nonno Jehan ne Nello e Patrasche
- Gust in Final Fantasy: La leggenda dei cristalli
- Tatunoshi Watai in Sam il ragazzo del West
- Antalus in Galaxy Express 999
- Conte de Vaudreuil ne Il Tulipano Nero - La Stella della Senna
- Babbo X in Babbo X
- Shun ne Il principe di Atlantide
- Detective Sam Burke in Spawn
- Dr. Teddy ne L'ospedale delle bambole
- Governatore Van Goult in Jolanda, la figlia del Corsaro Nero
- Franz in Fattoria Paradiso
- Membro americano della commissione in Neon Genesis Evangelion
- Maggiordomo spaziale in Excel Saga
- Fra Proverbio in Marcellino pane e vino
- Melchiorre in Lapitch Il piccolo calzolaio
- Don Capocollo in Pig City
- Barone Burbero in Scuola per cavalieri
- Sig. Smith in Monster Buster Club
- Pa in Dottor Dog
- Lau Chan in Virtua Fighter
- Dagar in Maetel Legend - Sinfonia d'inverno
- Professor Sisma in Giant Robot - Il giorno in cui la Terra si fermò
- Capo della polizia di Tokyo in Occhi di gatto
- Signor Nelson in Candy Candy
- Professor Ushio in Gakeen - Magnetico robot (epis. 27-39)
- Dottor Earl in Daltanious
- Re in Frog
- Schuller in UFO Robot Goldrake
- Nonno Pig (1ª voce) in Peppa Pig (st.1-2)
- Darius il grande in Gaiking il robot guerriero

### Film d'animazione
- Boromir ne Il Signore degli Anelli
- Dr. Gilmore in Cyborg 009 - La leggenda della supergalassia
- Alan da anziano in C'era una volta Windaria
- Dr. Kochin in Dragon Ball Z - Il più forte del mondo (doppiaggio originale)
- Giocattolaio in Teddy & Annie - I giocattoli dimenticati
- Nonno ne Alla ricerca della Valle Incantata 5 - L'isola misteriosa
- Professor Dithering in Fievel - Il tesoro dell'isola di Manhattan
- Pino ne La foresta magica
- Lorenzo in Pokémon Heroes
- Zeb Zoober in The Country Bears - I favolorsi

### Videogiochi
- Rolly in Epic Mickey 2: L'avventura di Topolino e Oswald[3]